# Ambiente de trabajo en Japón
La estructura organizacional del trabajo en Japón tiene una forma y jerarquía muy definida y rígida y aunque en los últimos años ha ido cambiando, la estabilidad laboral es un factor muy importante. Renunciar, hacer renunciar, o despedir son actos mal vistos.
El centro de la organización está determinado por el cliente, y éste tiene el derecho de pedir más allá de lo normal. Para contrarrestar esta situación, la compañía emite las estimaciones basadas en la mano de obra, de modo que cuando la mano de obra sube, el cliente, por lo general, deberá aceptar una extensión en los contratos. Esto es resumido por algunos escritores como proyectos basados en la mano de obra y no en el margen de ganancias.
Otro aspecto que se debe considerar es la idea de «fuera» (外, soto) y de «dentro» (内, uchi), referidos al grupo de personas con el que uno tiene más trato (los compañeros de trabajo, incluidos los jefes). Aunque esto es común en todos los aspectos de la vida en Japón, es algo que se lleva a cabo en todo su furor dentro de las compañías.
En los últimos quince años se ha producido un descenso en el número de horas trabajadas en Japón, las cuales se espera sean prontamente solucionadas.